# 奧索尼島

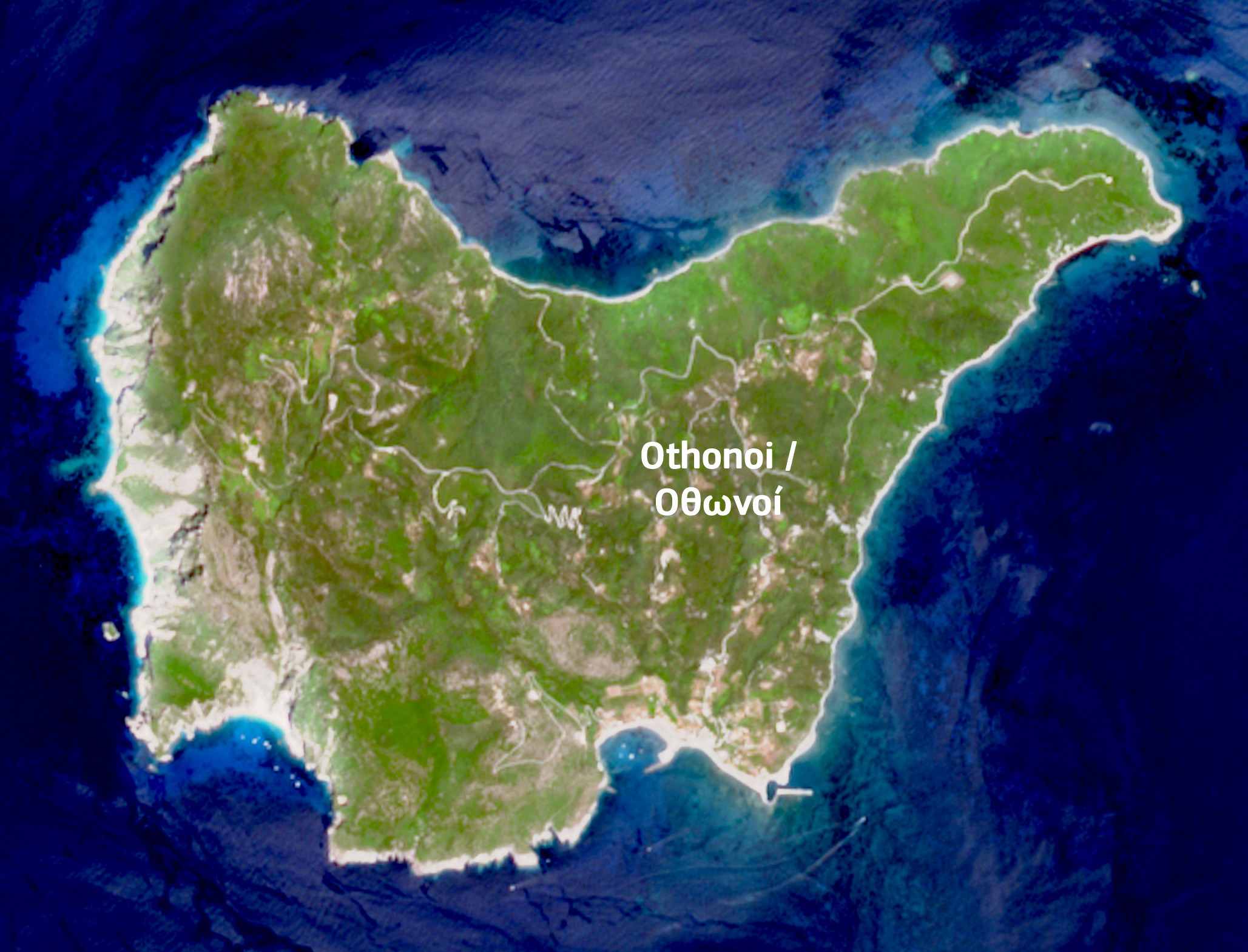
卫星照片

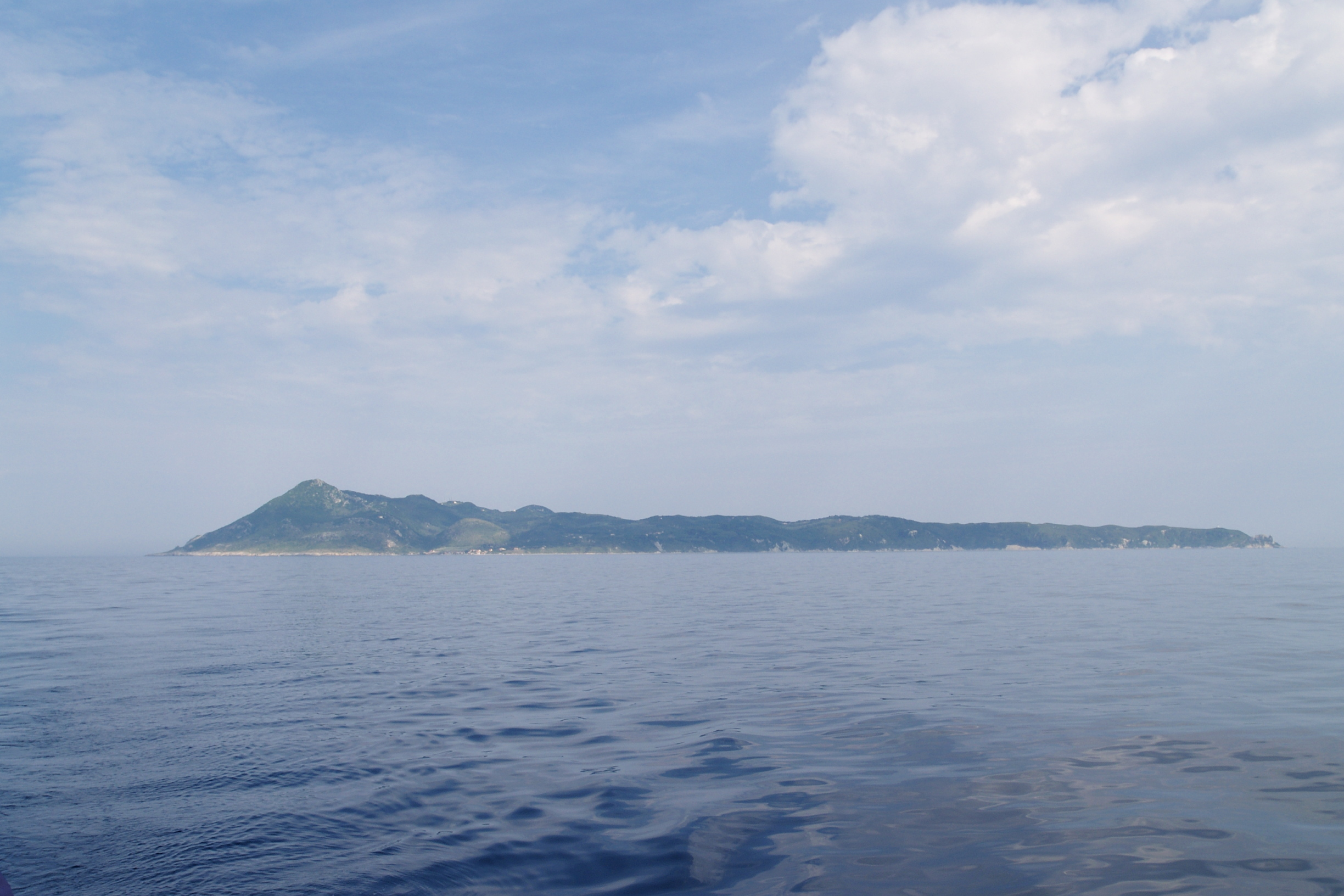
奧索尼島

奧索尼島（希臘語：Οθωνοί）是希臘伊奧尼亞群島的島嶼，位於伊奥尼亚海，为贾蓬蒂亚群岛中面积最大及人口最多的岛屿，也是希腊领土的最西端。岛屿長5.3公里、寬3.6公里，面積10.1平方公里，最高點海拔高度393米。自2011年地方政府改革后，该岛隶属于中克基拉和贾蓬蒂亚群岛市镇。